# Niederorschel
Niederorschel là một đô thị thuộc huyện Eichsfeld nước Đức. Đô thị này có diện tích 19,54 km², dân số thời điểm 31 tháng 12 năm 2006 là 3384 người. Niederorschel gồm các làng: Niederorschel, Oberorschel và Rüdigershagen.